# بوب بيل (لاعب كرة قدم أمريكية)
بوب بيل هو لاعب كرة قدم أمريكية سويدي، ولد في 25 يناير 1948 في فيلادلفيا في الولايات المتحدة.

## وصلات خارجية
- بوب بيل على موقع مرجع كرة القدم المحترفة.كوم (الإنجليزية)